# La Dame aux bijoux
La Dame aux bijoux – ou Blanche d'Antigny –  est un tableau réalisé par le peintre français Gustave Courbet en 1867. Cette huile sur toile est le portrait en buste d'une jeune femme rousse dont le modèle est Blanche d'Antigny. Aperçue par son profil gauche, elle y figure vêtue d'une chemise blanche devant un fond sombre, tenant d'une main un collier de perles et de l'autre une boîte à bijoux. Son regard porte vers l'intérieur du couvercle, où se trouve peut-être un miroir d'appoint, mais il demeure comme perdu, mélancolique.
Un temps entre les mains du critique d'art Jules-Antoine Castagnary, l'œuvre passe plus tard par les galeries parisiennes Durand-Ruel, puis Bernheim-Jeune. Achetée en 1975 par la commune de Caen, dans le Calvados, elle est conservée au musée des Beaux-Arts de Caen.

## Réception
Dans le Journal amusant du 15 juin 1867, une vignette dessinée par Gilbert Randon se moque de la mimique du sujet :

« À voir la moue que fait cette dame en examinant ces bijoux, on serait porté à croire qu'ils sont faux, si la loyauté de l'artiste qui les lui a offerts n'était au-dessus de tout soupçon. »